# Triecphorella kirschbaumi
Triecphorella kirschbaumi är en insektsart som beskrevs av Metcalf 1955. Triecphorella kirschbaumi ingår i släktet Triecphorella och familjen spottstritar. Inga underarter finns listade i Catalogue of Life.